# Sjöar och vattendrag i Stockholm

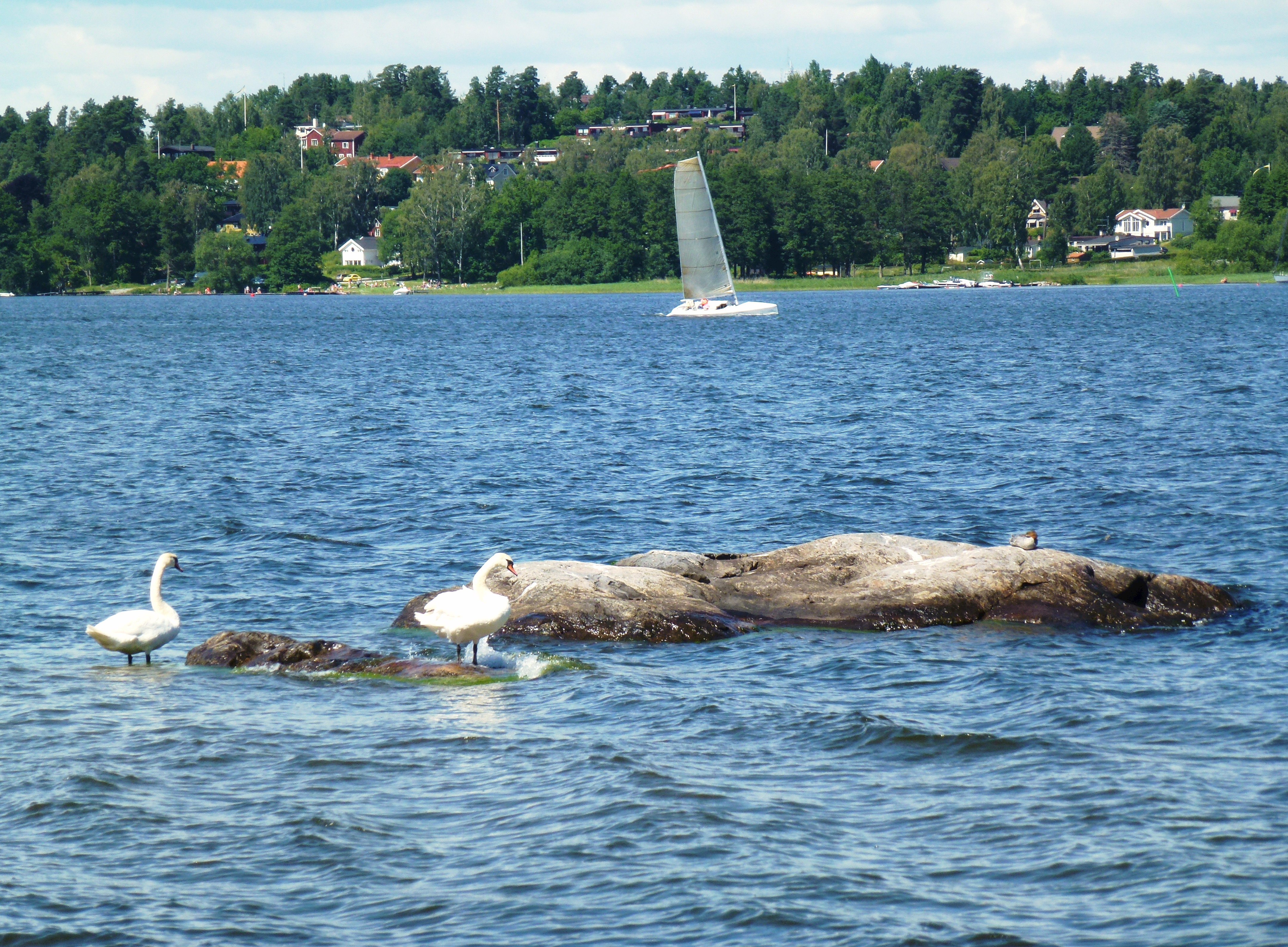
Östra Mälaren är Stockholms största vattenområde och stadens dricksvattentäkt, här utanför Norsborgs vattenverk.

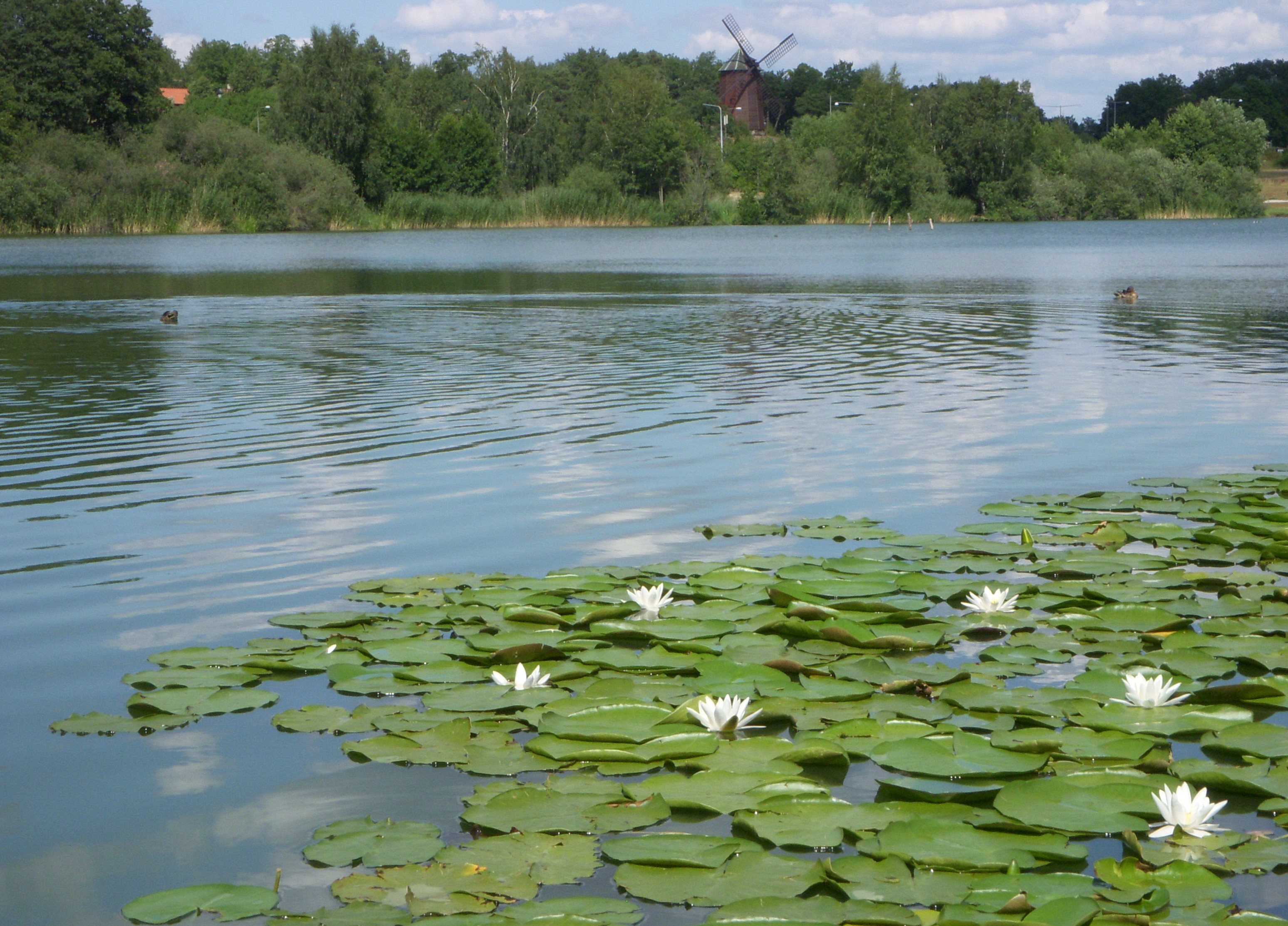
Lillsjön i Bromma är en av Stockholms mindre sjöar, Ulvsunda kvarn syns i bakgrunden.

Sjöar och vattendrag hör till Stockholms stadslandskap och Stockholm är en stad på vattnet. Staden grundades på ett litet landområde och på ett antal öar som under de gångna årtusenden rest sig genom den postglaciala landhöjningen ur Östersjöns och Mälarens vatten.
I Stockholms kommun finns talrika sjöar och vattendrag som helt eller delvis ligger inom stadens gränser. Några av dessa som Mälaren, Brunnsviken, Ulvsundasjön och Saltsjön med dess vikar, delar Stockholm med kringliggande kommuner. Bornsjön i Botkyrka och Salems kommuner ägs och sköts av Stockholm Vatten och är Stockholms dricksvattenreserv.
Graden av förorening i Stockholms sjöar uppvisar stora variationer. Vissa är kraftigt övergödda eller har starkt förorenade bottensediment, medan andra är förhållandevis rena. Flaten är idag Stockholms renaste sjö. Numera går det att fiska lax och havsöring mitt i staden  och Stockholms stad erbjuder 24 officiella strandbad. Så har det inte alltid varit.

## Historik

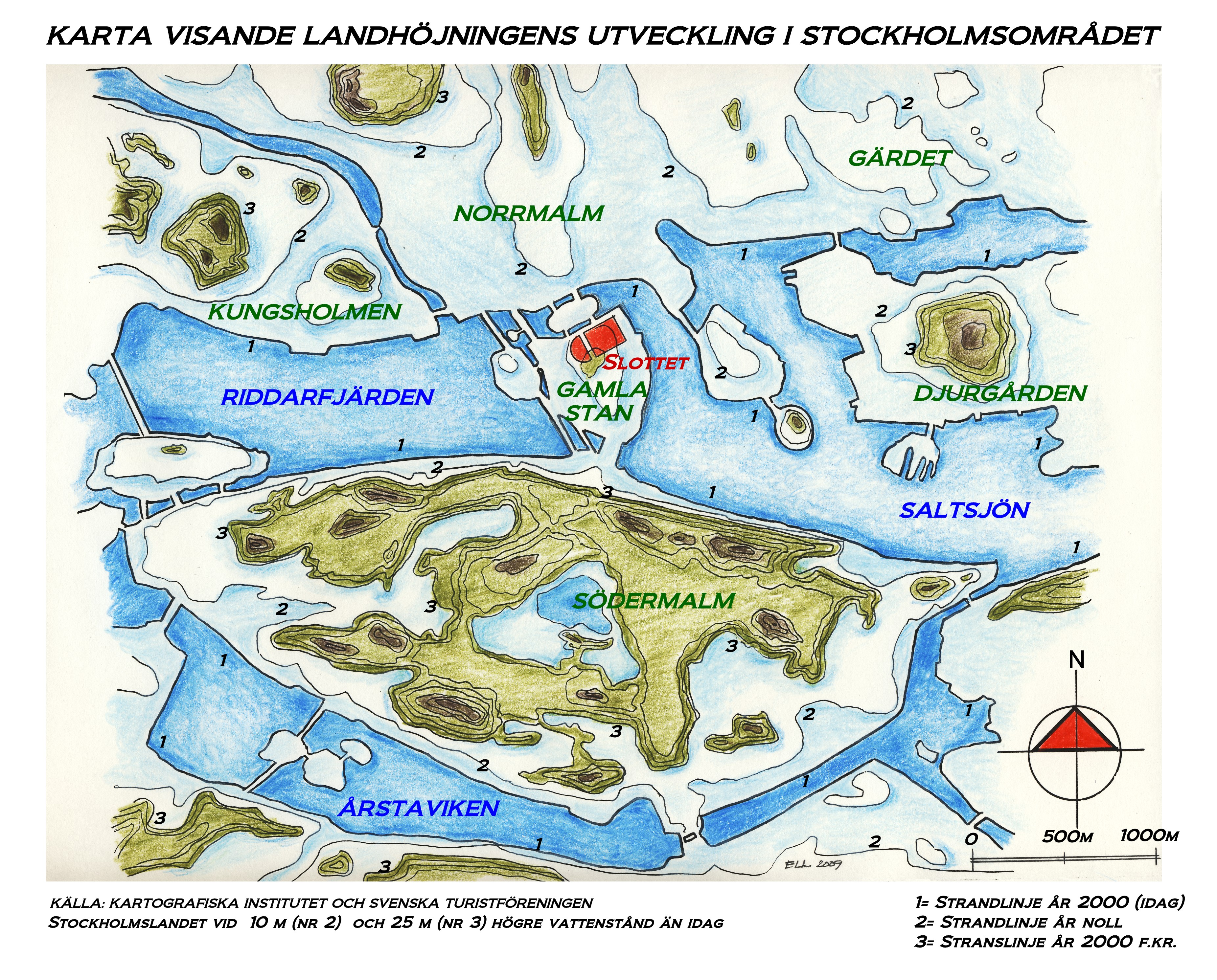
Postglacial landhöjning i Stockholm.

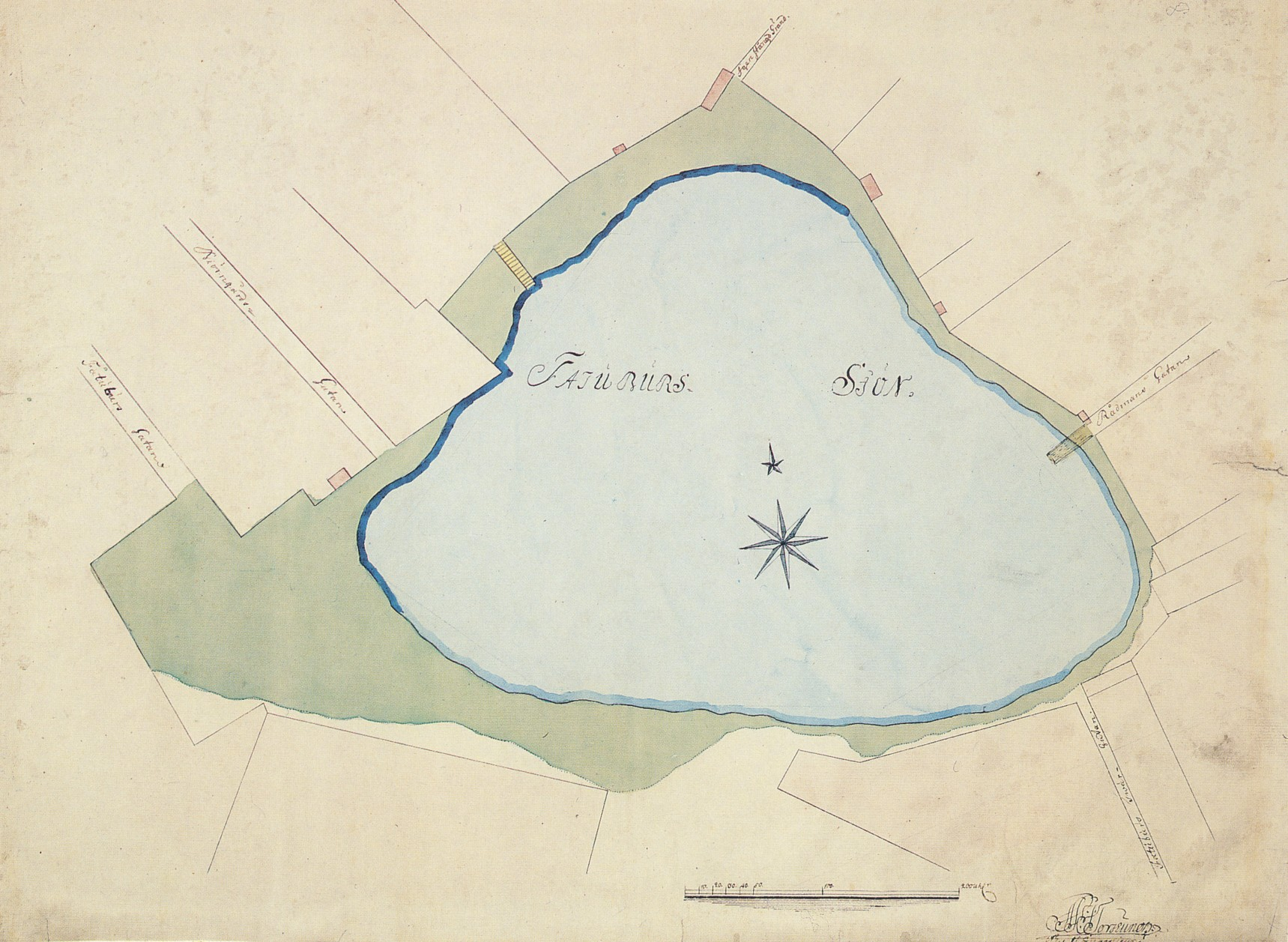
Sjön Fatburen på Magnus Torslundhs karta från 1748.

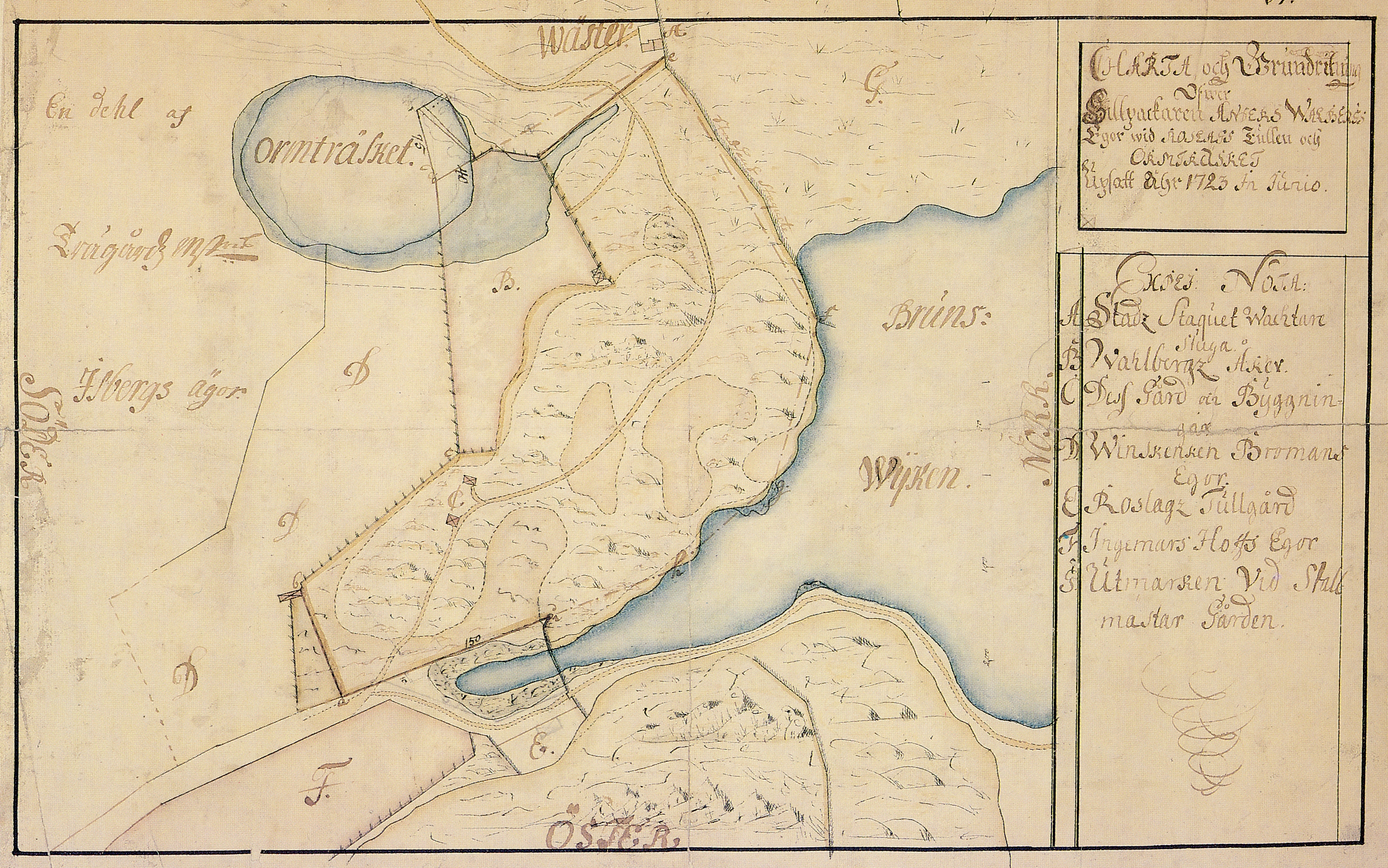
Sjön Ormträsket med en del av Brunnsviken 1723.

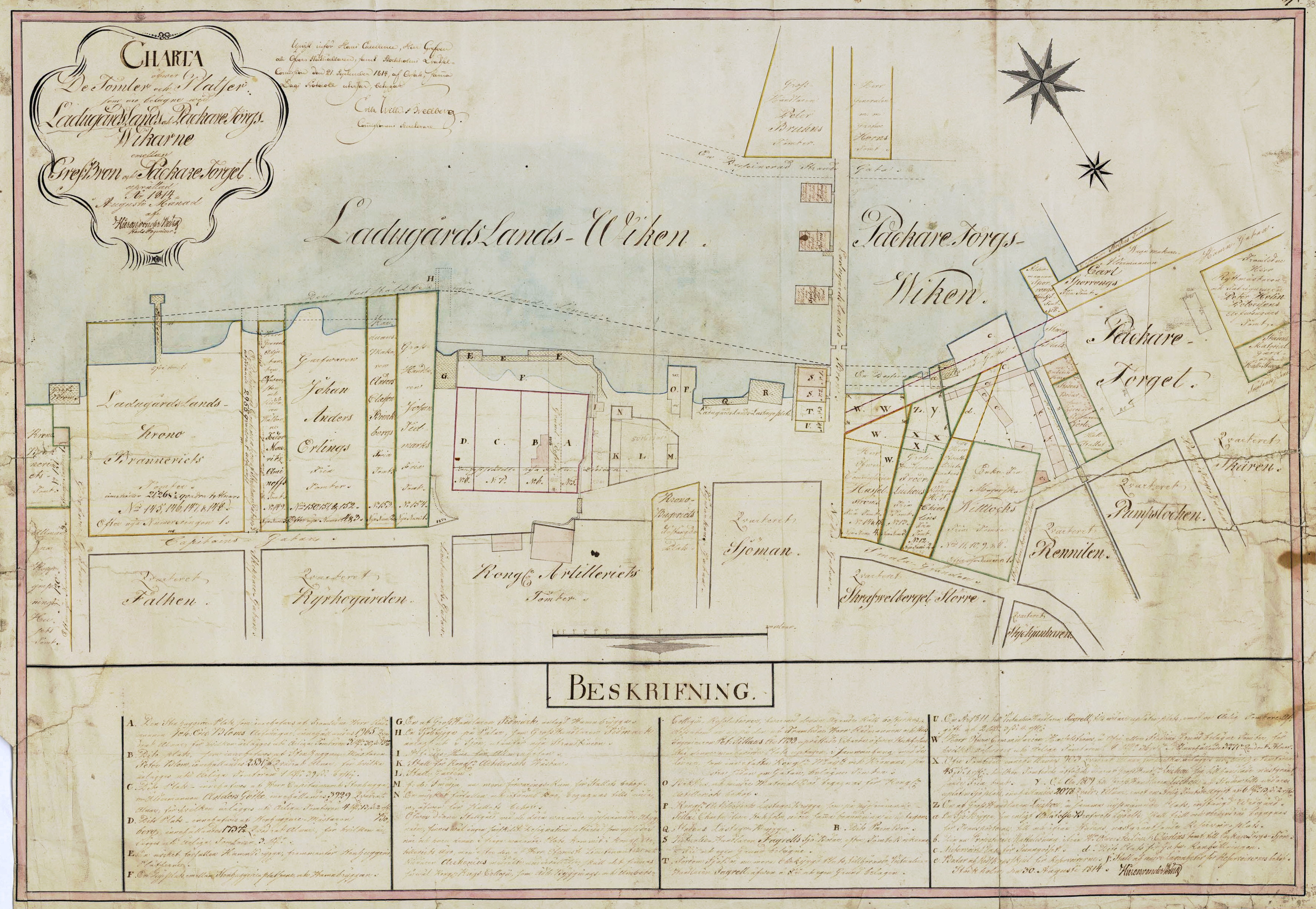
Packaretorgsviken ("Katthavet") och Rännilen på en karta från 1814.

För 50 - 150 miljoner år sedan bildades den skandinaviska bergskedjan, och då uppstod sprickor och förkastningar i berggrunden. Inlandsisen från den senaste istiden slipade sedan ner kantarna.
När inlandsisen hade dragit sig tillbaka låg hela Stockholmsområdet minst 150 meter under havet. Den del av Stockholmsåsen som skulle sedermera bebyggas med Stockholms medeltida stad (Stadsholmen) reste sig ur Östersjön genom den postglaciala landhöjningen och genom vattensänkningar i världshaven cirka i mitten av 900-talet f.Kr. Söder om Stockholms innerstad har man funnit lämningar av stenåldersjägarnas boplatser från cirka 6000 f.Kr., idag ligger dessa fynd ungefär 55-60 meter över havsytan.
För ungefär 8-10 000 år sedan försvann tyngden av det kilometertjocka istäcket, och marken började höja sig. Det dröjde 6 000 år innan de första öarna dök upp ovanför vattenytan och ytterligare cirka 2-3 000 år innan Mälaren skars av från Östersjön och blev till en insjö.
Långt innan Stockholm grundades på 1200-talet, fanns under järn- och bronsåldern bosättningar i området, vilket gravhögar på Djurgården (Walmundsö och Kaknäs) vittnar om. Över Brommalandet fanns under tidig vikingatid fortfarande en seglingsbar farled, Linta-sundet, som förband Mälaren vid dagens Ängbybadet med Ulvsundasjön via Judarn - Lillsjön. På Åsöns högland skars en vik av från omgivningen och bildade en liten insjö, Fatburen. Landhöjningen pågår fortfarande med ungefär 4 mm per år och påverkar Stockholms sjöar och vattendrag.
I de talrika sprickorna som huvudsakligen löper i öst-västlig riktning bildades så kallade sprickdalssjöar. Mälaren och Saltsjön fyller ut de största sprickorna, och där finns även de största förkastningarna. Många mindre sjöar ligger också i sprickor, särskilt i södra delen av Stockholm, exempelvis Långsjön, Magelungen och Orlången. Utanför Stockholm kan nämnas Tullingesjön i Botkyrka kommun och Källtorpssjön i Nacka.
Stockholm var förr betydligt rikare på sjöar och vattendrag än idag. Förändringen beror både på landhöjningen och på sjösänkningar, samt på de torrläggningar och igenfyllningar som gjorts för att ge plats åt bebyggelse och för att skapa en hälsosammare miljö.
Sjöar som Fatburen på Södermalm, Katthavet, Träsket på Östermalm och Ormträsket på Norrmalm samt Lillsjön på Norra Djurgården finns ej längre. I Fatburen anlades Södra Stationsområdet i slutet av 1800-talet. I Katthavet (eller mer officiellt "Packaretorgsviken") finns idag Berzelii park och i före detta Ormträsket reser sig sedan 1962 Wenner-Gren Centerns 74 meter höga "Pylon".
Husarviken och Uggleviken var en gång stora vikar i Östersjön. Uggleviken är idag ett våtmarksområde med Stockholms förnämsta fuktlövskog. På Erland Ströms historiska karta från 1696 syns att stora delar av Fisksjöäng fortfarande var en bit av Husarviken, som i sin tur var en havsvik i Lilla Värtan. Numera är Fisksjöäng en äng och sedan några år låter Djurgårdsförvaltningen ett femtontal Highland cattle beta på området så att landskapet hålls öppet.
Klara sjö var innan den till stora delar utfylldes i slutet av 1800-talet en bred vik i Riddarfjärden. Där Stadshusbron ligger idag fanns i slutet av 1600-talet en 500 meter lång flottbro, förmodligen en av dåtidens längsta broar i Europa.
Dagens bro är bara 85 meter lång.
Brunnsvikens med tiden allt sämre vatten kunde räddas genom att en kanal sprängdes 1863 (Ålkistan) och man skapade på så vis en öppen förbindelse med Östersjön igen. Samtidigt sänktes vattennivån med cirka 1,25 meter, vilket medförde att en del parkkanaler i Hagaparken och Tivoliparken förstördes. Vattennivån i Hammarby sjö sänktes med nästan fem meter när fartygsleden genom Danvikstull och Hammarbyslussen byggdes på 1920-talet.
Men det har inte bara försvunnit sjöar; åtminstone två mindre sjöar eller våtmarker har skapats under 1900-talet. Lappkärret kom till 1960 genom ett misstag och Isbladskärret 1980 genom planerat arbete, båda finns på Djurgården i Ekoparken. År 2007 restaurerades även Årstaskogens bäckravin. I bäckfåran har hålldammar byggts för att fåran inte ska torrläggas periodvis och utloppet muddrats och öppnats så att kontakten med Årstaviken återställts.

## Sjöar och vattendrag idag

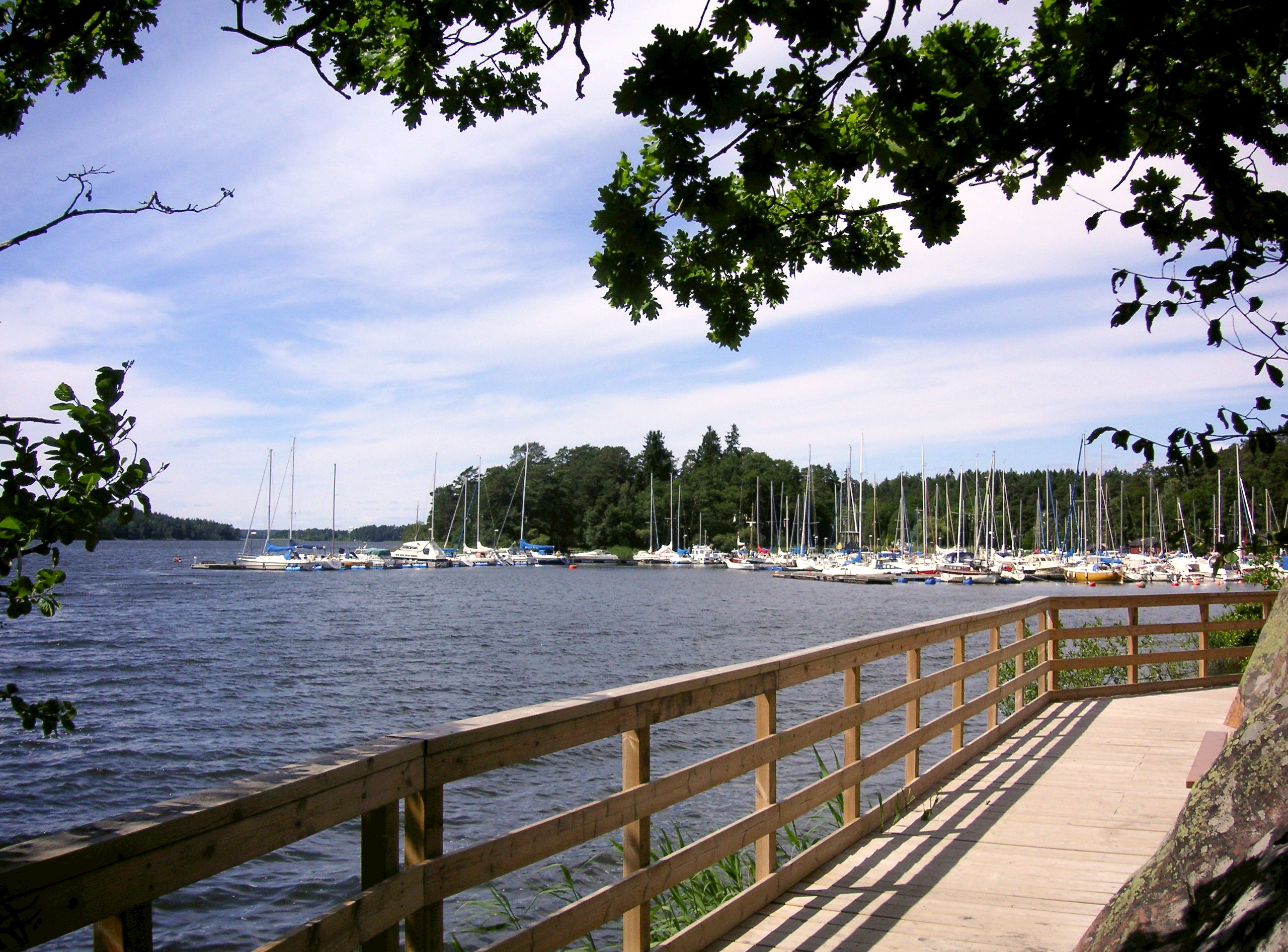
Mälaren vid Grimsta naturreservat 2008.

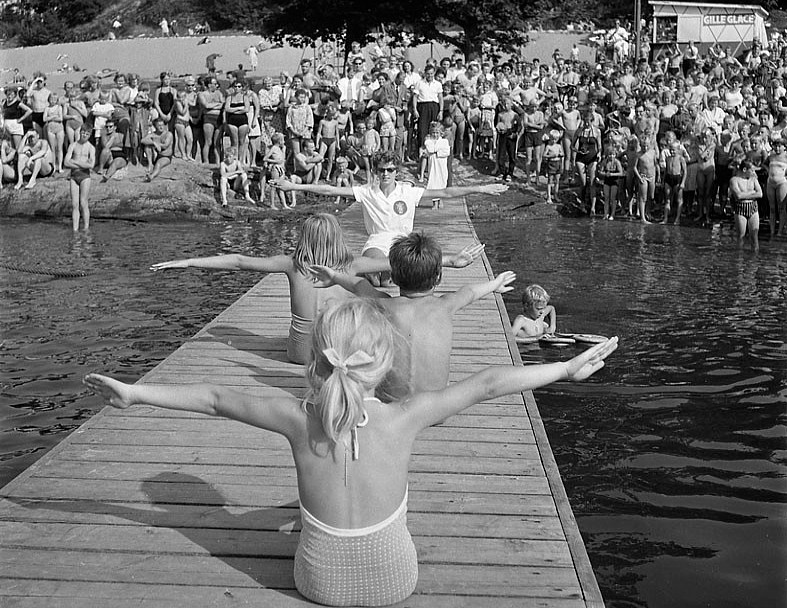
Torrsim vid Flatenbadet år 1957

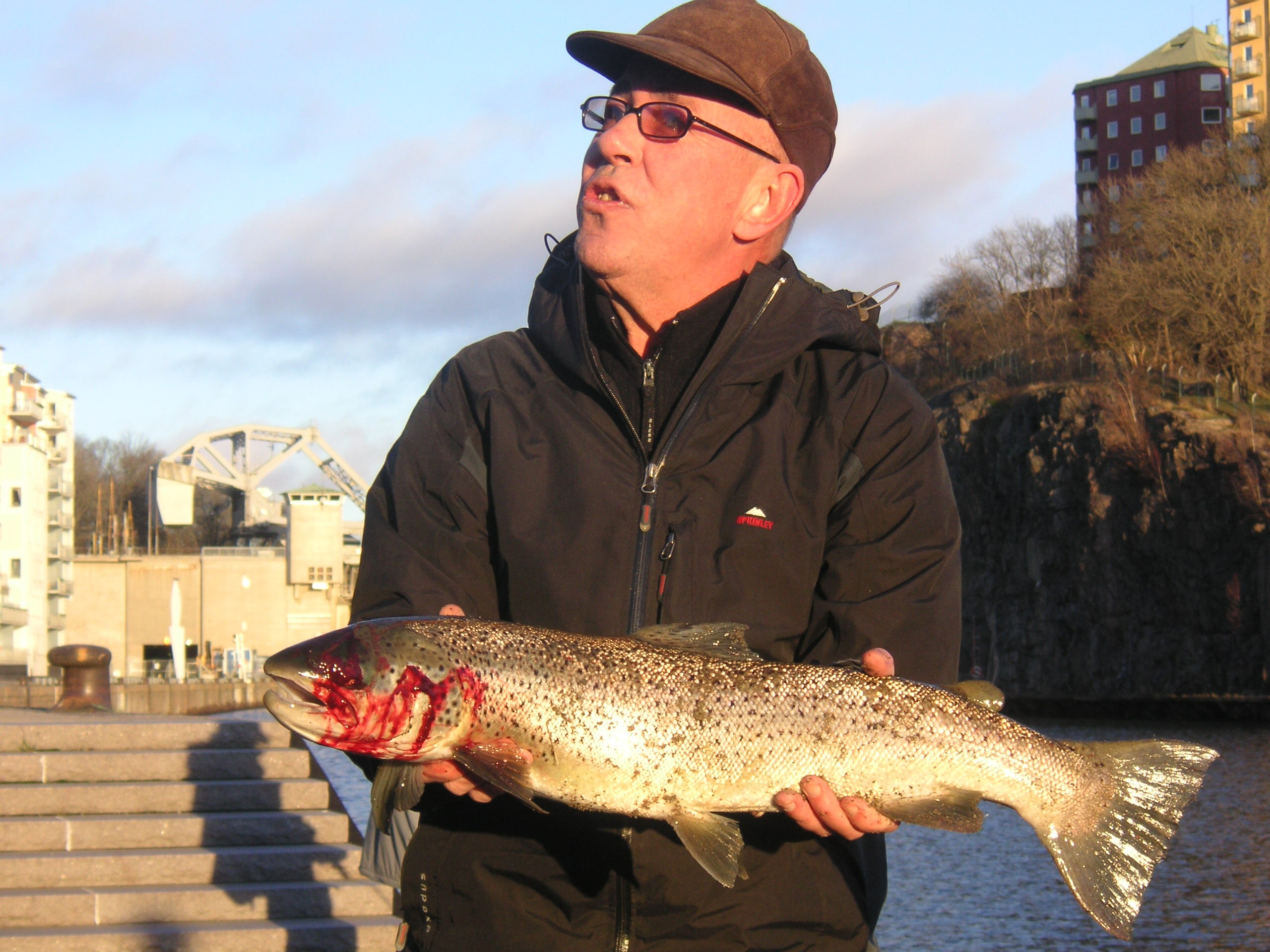
En nyfångad lax, fiskad i Hammarbykanalen

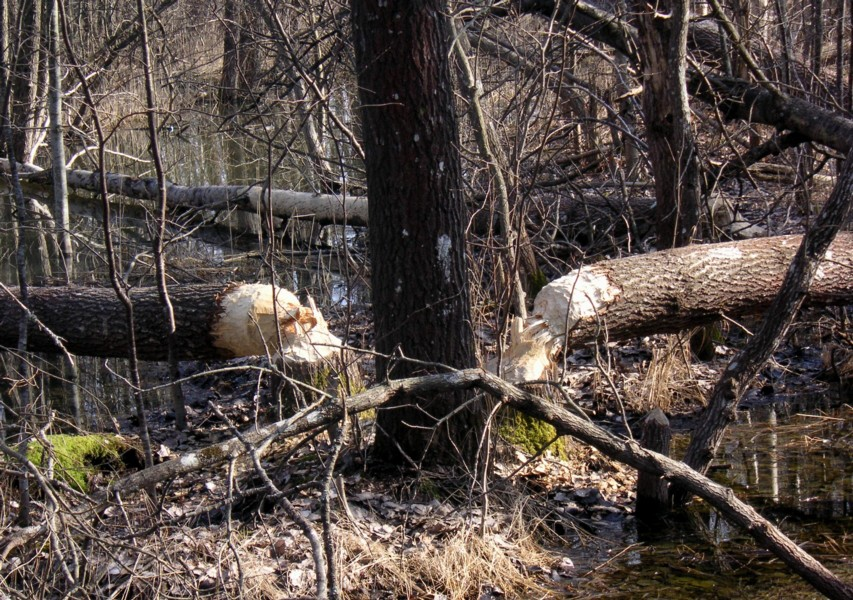
Färsk bävergnag vid Listudden i Flatens naturreservat, 2007

I Stockholms stad finns 15 sjöar, varav tio ligger helt inom kommunens gränser. Räknar man med alla sjöar, vikar och vattendrag i Stockholms län kommer man till en betydlig högre siffra, nämligen över 1250.

### Rekreationsområden
Många av Stockholms sjöar ingår i stadens naturreservat. I Stockholms stad fanns 2008 sju naturreservat, ett kulturreservat samt en nationalstadspark (som delas med andra kommuner). Alla har sjöar och vattendrag inom sina gränser. Söder om staden kan nämnas sjöar Flaten och Drevviken i Flatens naturreservat, därifrån kan man vandra till Ältasjön och Källtorpssjön i Nackareservatet. Norr om staden finns bland annat Grimsta naturreservat som sträcker sig längs Mälaren och Judarskogens naturreservat med lilla sjön Judarn i sitt centrum. I Paradisets naturreservat och omkringliggande områden i Haninge kommun ligger ett stort antal mindre sjöar som Ådran och Öran samt Trehörningen, Ormputten, Långsjön, Svartsjön och Tornbergssjön. I flera av naturreservaten, anordnar Naturskyddsföreningen särskilda ”vattenvandringar”.
Inom Nationalstadsparken, Ekoparken, ligger ett stort antal sjöar och vattendrag; Spegeldammen, Lappkärret, Isbladskärret, Laduviken, Brunnsviken, Husarviken, Uggleviken, Lillsjön, Djurgårdsbrunnsviken, Djurgårdsbrunnskanalen och västra delen av Edsviken.
Även om Skärgården inte officiellt räknas till Stockholms sjöar och vattendrag, så utgör den en viktig del av stockholmarnas friluftsliv på och vid vattnet. Det är ett unikt vattenlandskap i Östersjön med över 30 000 öar utefter Upplands och Södermanlands kust. Skärgården sträcker sig med ögruppen Fjäderholmarna ända in till Saltsjön och Stockholms inlopp.

### Badvatten
I Stockholms stad finns för närvarande (2008) 24 officiella strandbad. Av dessa ligger 15 i Mälaren, åtta i småsjöarna och ett i Saltsjön. Större delen av vattnet i innerstaden klassas som hamnområde och där råder badförbud, med undantag för kommunala friluftsbad. Klassikern bland strandbaden är Flatenbadet vid Flaten med sin 1200 meter långa sandstrand. Badet invigdes 1934 och byggnaderna ritades av arkitekt Paul Hedqvist. En annan klassiker är Ängbybadet som öppnade midsommar 1936.
Åtta nya platser med möjlighet till framtida strandbad har också undersökts med avseende på badvattenkvaliteten. De nya platserna har valts ut i samarbete med stadsdelsförvaltningarna, som ansvarar för driften av strandbad. För att utvärdera om en plats är lämplig som officiell badplats skall badvattenkvaliteten undersökas under två år.
Under sommaren kan det ibland inträffa algblomning i vattnet. Det är ett vanligt fenomen vid övergödda sjöar som Trehörningen i Gröndal. Miljöförvaltningen avråder från bad vid algblomning.

### Växter och djur i och vid Stockholms vattenområden
Totalt finns 21 häckande sjöfågelarter i Stockholms vattenområden. Artrikast är Magelungen och Flaten, där 19 respektive 13 arter registrerades 1994. Utöver de vanligare arterna påträffades vid Flaten respektive Kyrksjön två rödlistade (hotade eller sällsynta) arter, storlom och svarthakedopping.
I större delen av Stockholms sjöar sker provfiske, dels i samband med utsättning av fisk, dels i forsknings- eller miljöövervakningssyfte. I de sjöar där direkta förbindelser med Mälaren eller Saltsjön saknas fanns det omkring åtta arter. Tillsammans med arterna i Saltsjön och Mälaren rör det sig totalt om ett 30-tal fiskarter inom Stockholmsområdet. Varje år genomförs utsättningar av havsöring och lax i Stockholms vattendrag. År 2006 utplanterades totalt över 160 000 öringar och laxar i Strömmen, i bäckar och i Skärgården. Utsättningarna är en förutsättning för det världsunika öringfisket "mitt i stan". Bara i Strömmen fångas årligen 2 000 till 3 000 havsöringar. Fortfarande finns flodkräftor kvar i Mälaren, i sjöar på skärgårdsöar samt i norra och södra delen av Stockholms län.
I bland annat Flatens naturreservat vid Listudden, i Nackareservatet vid Källtorpssjön och Sicklasjön samt längs Mälaren vid Kärsön finns flera bäverkolonier och det är gott om spår efter bäver på trädstammar längs delar av sjösystemen.
Länsstyrelsen har under 2007-2008 gjort en inventering av utterbeståndet i länet, och undersökt sammanlagt 298 platser. Säkra utterspår har hittats vid 63 av dem. Uttern är rödlistad och inventeringen visar på att uttern ökar långsamt, framför allt i den norra delen av länet, men även på Södertörn, i Botkyrka kommun och i Södertäljetrakten. Störst chans att se utter i länet har man in Norrtäljetrakten, men vintertid kan uttrar siktas även i centrala delar av Stockholm.
Under 1990-talet har bottenfaunan undersökts vid ett flertal tillfällen. Resultaten från sjöarna visar en varierande artrikedom med arter som är vanliga i näringsrika sjöar. Flest arter påträffades i Flaten. En för stockholmstrakten ganska ovanlig sötvattenssnäcka (Bithynia leachi) hittades i Judarn och Sicklasjön. Även Saltsjön inventerades, vid Waldemarsudde påträffades totalt tio arter.
Större delen av Stockholms sjöarna inventerades under 1990-talet beträffande strand- och vattenväxter. Resultaten visar att artrikedomen varierar från sjö till sjö och att de strand- och vattenväxter som påträffats utgörs till större delen av arter som är vanliga för näringsrika sjöar.

### Vattenvård av stadens sjöar och vattendrag
De flesta av Stockholms sjöar och vattendrag är påverkade av den omgivande stadsbebyggelsen, industrier och vägtrafiken. De två största vattenmiljöproblemen idag är övergödning och miljögifter. Miljögifter förekommer främst i sjöarnas bottensediment samt i grundvattnet i marken.

Riddarfjärden i slutet på 1800-talet sedd genom konstnären Eugène Janssons ögon.

Stockholms central belägna vattendrag, Riddarfjärden, hade på 1920-talet så dålig vattenkvalitet att Ridderfjärdssimningen måste ställas in på grund av hälsorisk för deltagarna. Först 50 år senare kunde tävlingen börjar igen.  1936 revs det populära Strömbadet av samma anledning. Så sent som på 1930-talet började man bygga avloppsreningsverk i Stockholm, innan dess har Stockholms sjöar tagit emot förorenat vatten från hushåll och industrier. Detta har lett till att de flesta av stadens sjöar fortfarande innehåller mycket näring och miljögifter.
Arbetet med att förbättra vattenkvaliteten i Stockholms sjöar och vattendrag har pågått sedan 1970-talet. Utvecklingen har varit framgångsrik och vattnet som rinner till sjöarna har blivit renare, bland annat tack vare utbyggnaden av stadens reningsverk. Många förbättringar har också gjorts direkt i sjöarna genom olika restaureringsåtgärder. Fortfarande tillförs dock sjöar och vattendrag olika typer av föroreningar med bland annat dagvatten som innehåller skadliga ämnen från trafik, luftnedfall och gamla markföroreningar. Det förekommer även utsläpp av avloppsvatten vid så kallade bräddningar. Bräddning innebär att mer eller mindre utspätt avloppsvatten från ett överbelastat ledningsnät, avleds direkt till närmaste sjö eller vattendrag. Stockholm Vatten har därför börjat anlägga mindre dagvattenrenigsanläggningar med försedimentering och filtrering längs exempelvis Essingeleden.
I Stockholm är det bland annat Stockholm Vatten som regelbundet tar vattenprover i ett stort antal sjöar och som utför vattenvårdande åtgärder. Bornsjön i Botkyrka och Salems kommuner ägs och skötts av Stockholm Vatten. Sjön är en reservvattentäkt och Stockholms dricksvattenreserv i fall att Mälaren skulle bli förorenad. Stockholm Vatten deltar även den så kallade  Miljömiljarden som tillkom för att förbättra Stockholms miljö och för att förhindra nya miljöproblem uppstår i framtiden. Stockholms stads politiska ledning avsatte i juni 2003 för detta ändamål en miljard kronor. Fördelningen av Miljömiljarden är för marksanering (ca 32 procent), sjöar och vattendrag (ca 28 procent) samt andra miljöprojekt (ca 40 procent).
Stockholms stad har tagit fram ett program för vattenvårdsarbetet, som gäller för åren 2006 till 2015. Vattenprogrammet innehåller mål och åtgärder för hur man ska få renare vatten i Stockholms sjöar och vattendrag samt värna och utveckla vattenområdena ur rekreationssynpunkt. Vattenprogrammet godkändes av kommunfullmäktige den 12 juni 2006. Vattenprogrammet omfattar alla stadens sjöar och vattendrag, delar av Mälaren och Saltsjön samt en större våtmark, även grundvatten ingår, däremot inte dricksvatten. Programmet anger hur stadens vattenområden ska uppnå "en god vattenstatus" enligt EU:s vattendirektiv. Senast 2015 ska Stockholms vattenområden uppnå den status som föreskrivs i EU:s vattendirektiv.
Under 2007 gjorde Länsstyrelsen en preliminär bedömning av kvaliteten i Stockholms läns alla större insjöar, vattendrag och kustområden. Länsstyrelsens undersökning visar att endast två av tio vatten i länet når den status som behövs för att uppfylla kraven i EU:s ramdirektiv för vatten. Största källan till föroreningen är övergödning genom enskilda avlopp.

## Sjöar, vikar och vattendrag
Några sjöar, vikar och vattendrag i och omkring Stockholm (urval)

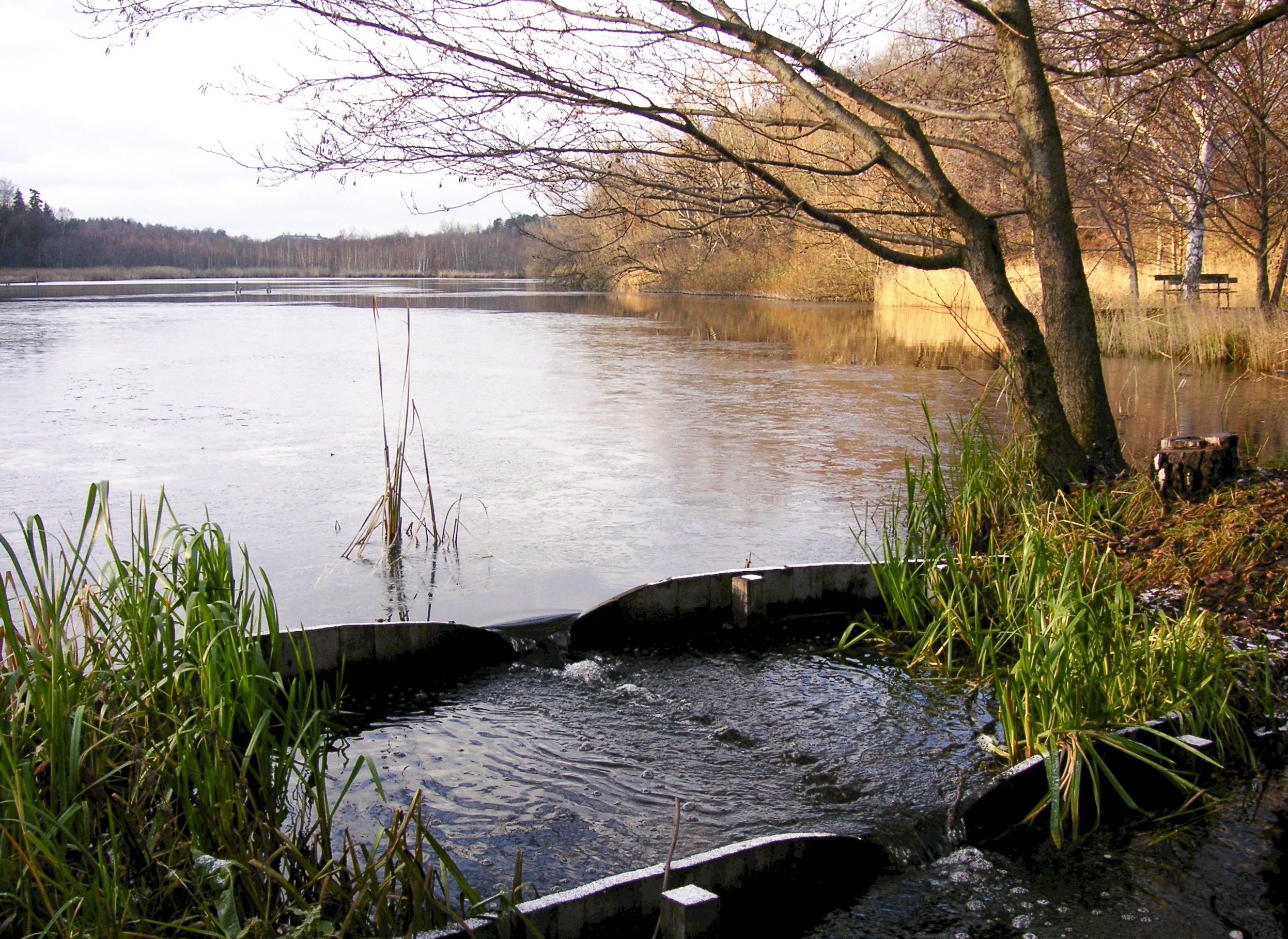
Laduviken

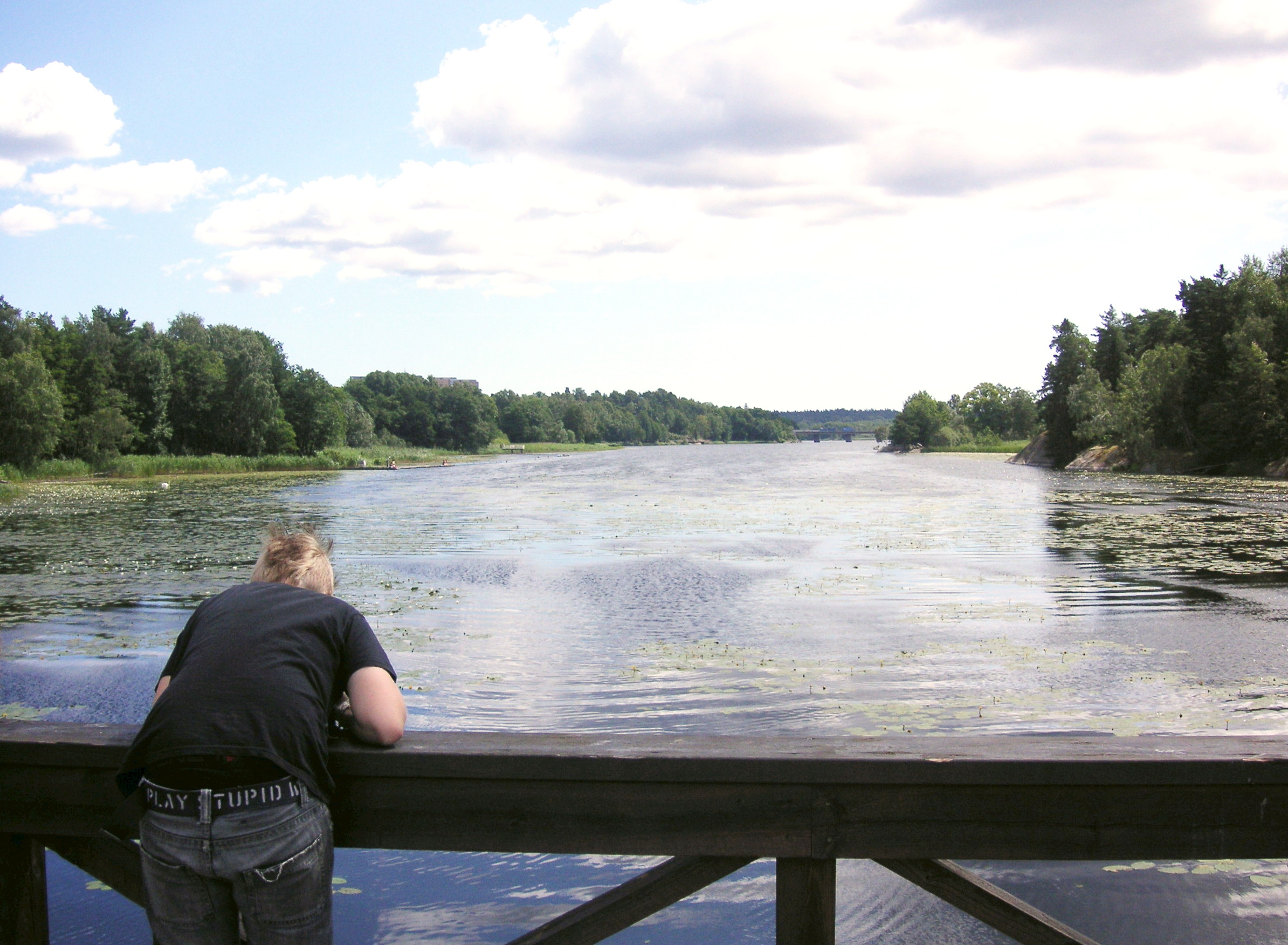
Magelungen

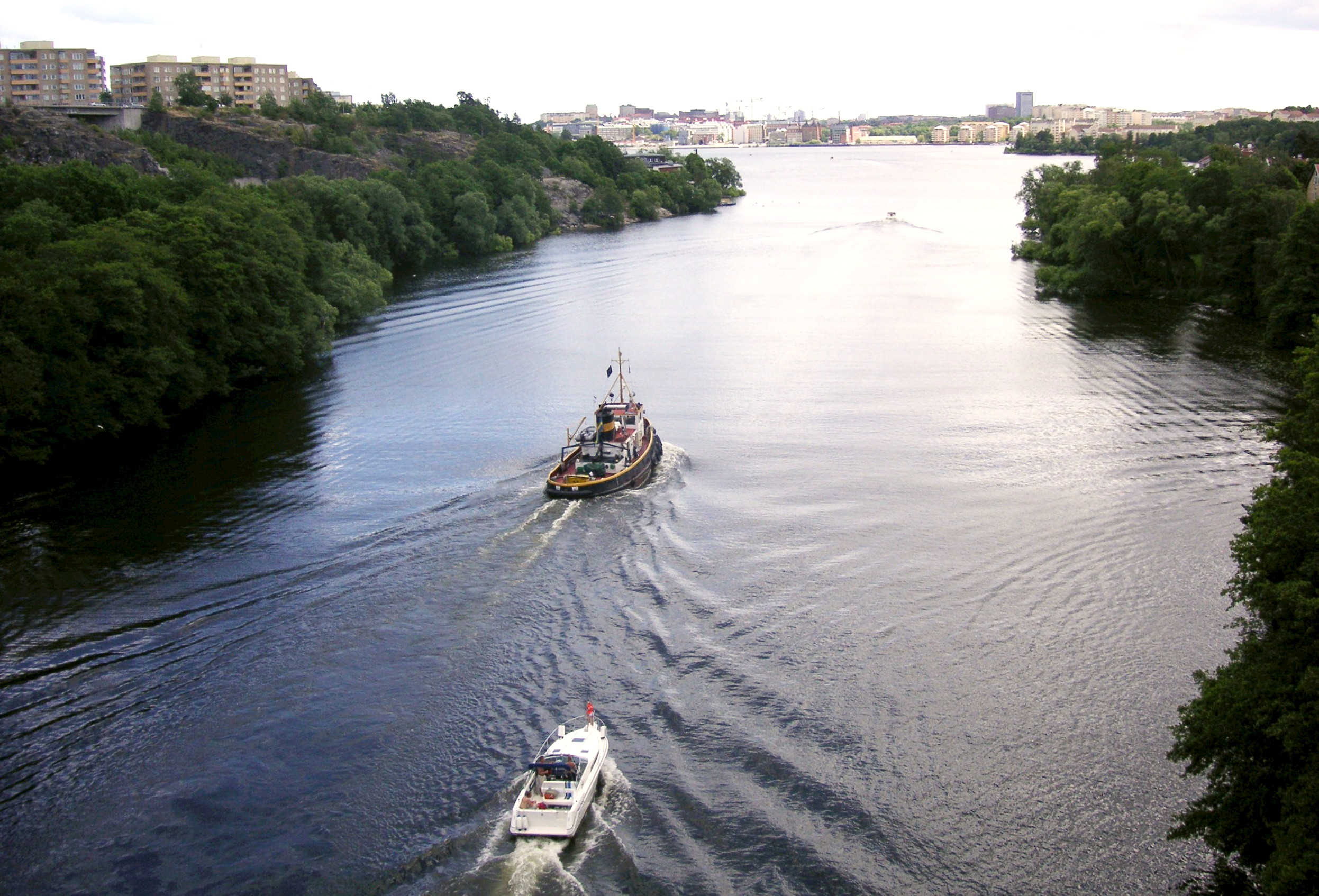
Ulvsundasjön

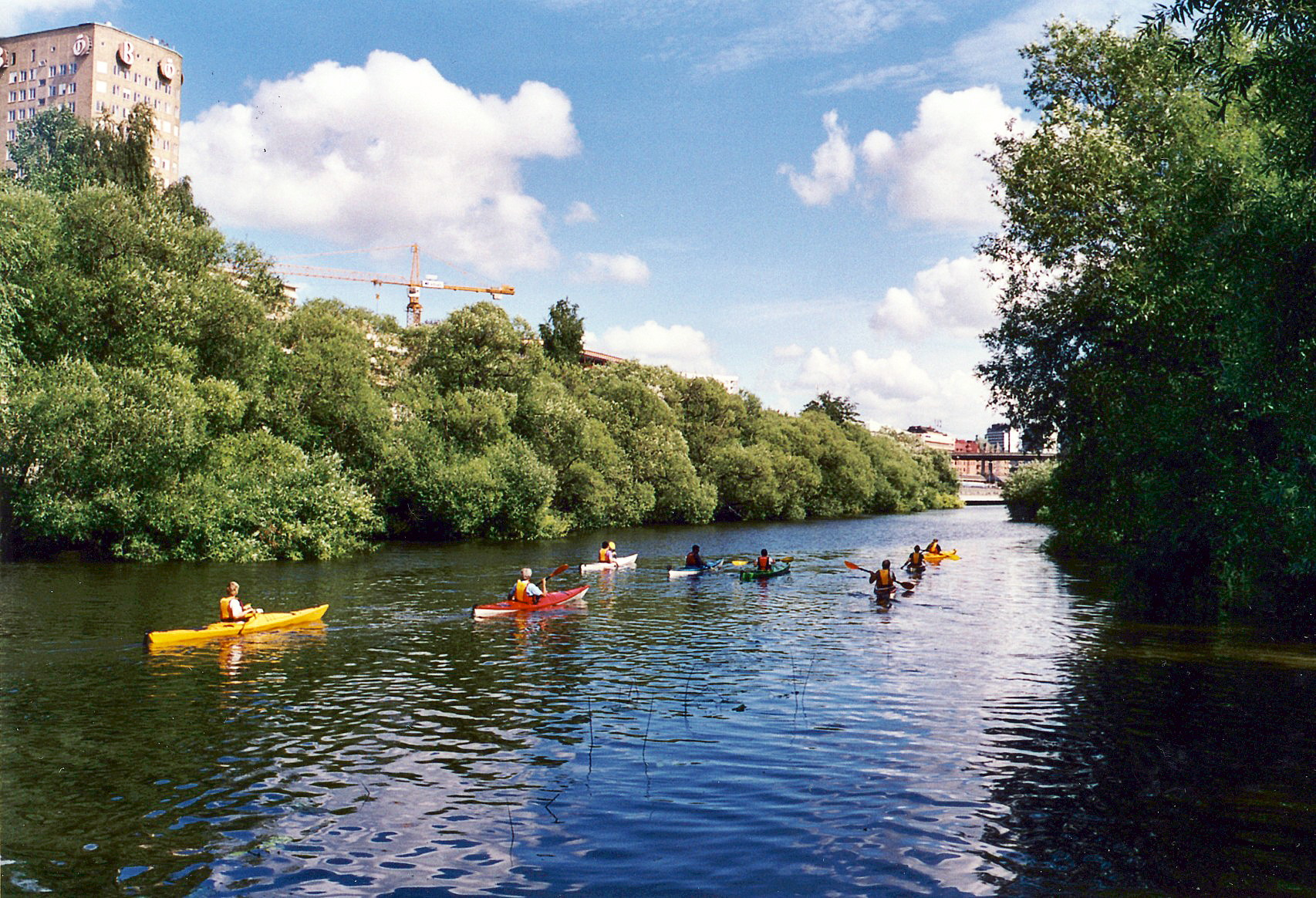
Barnhusviken

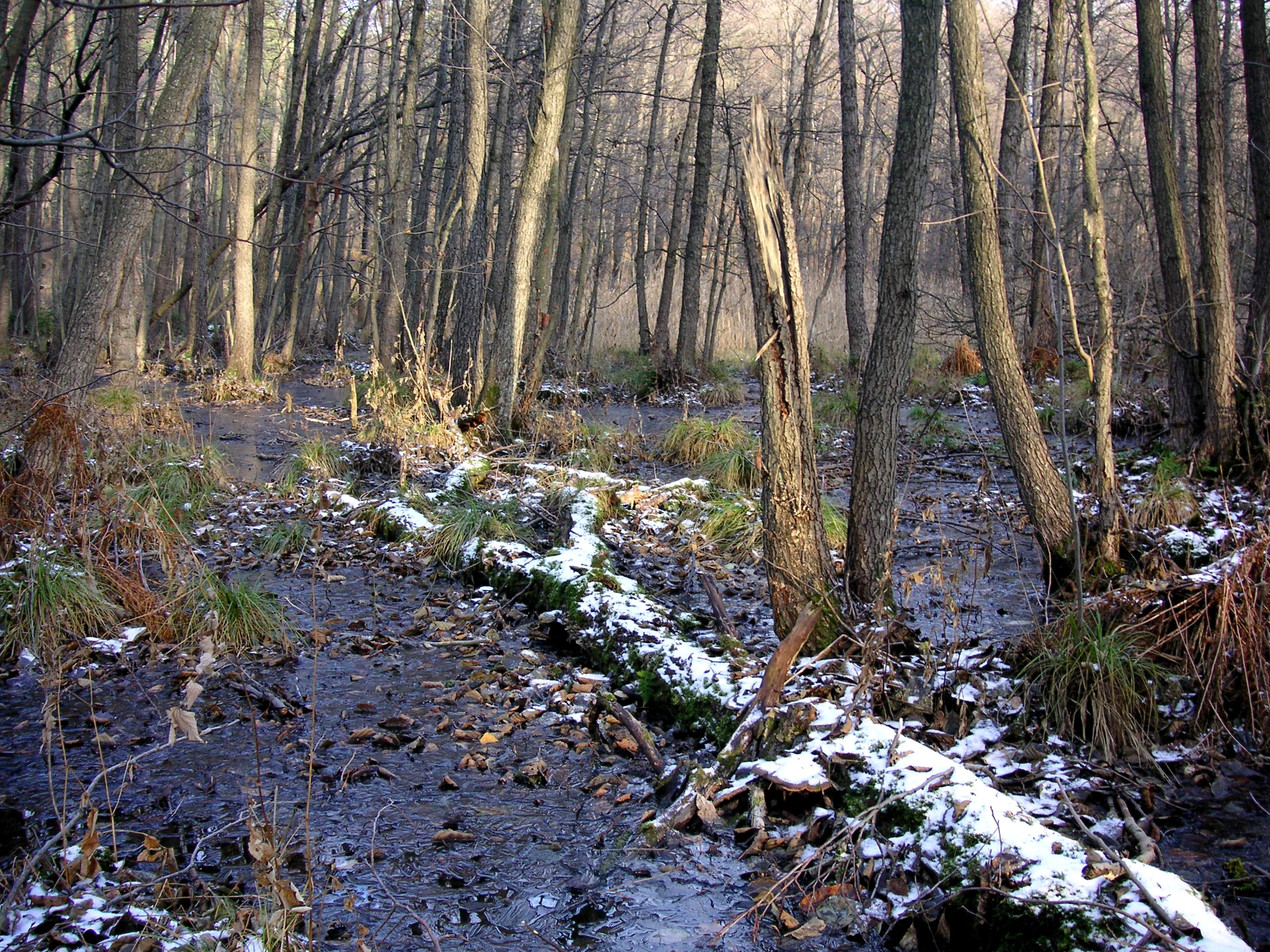
Uggleviken

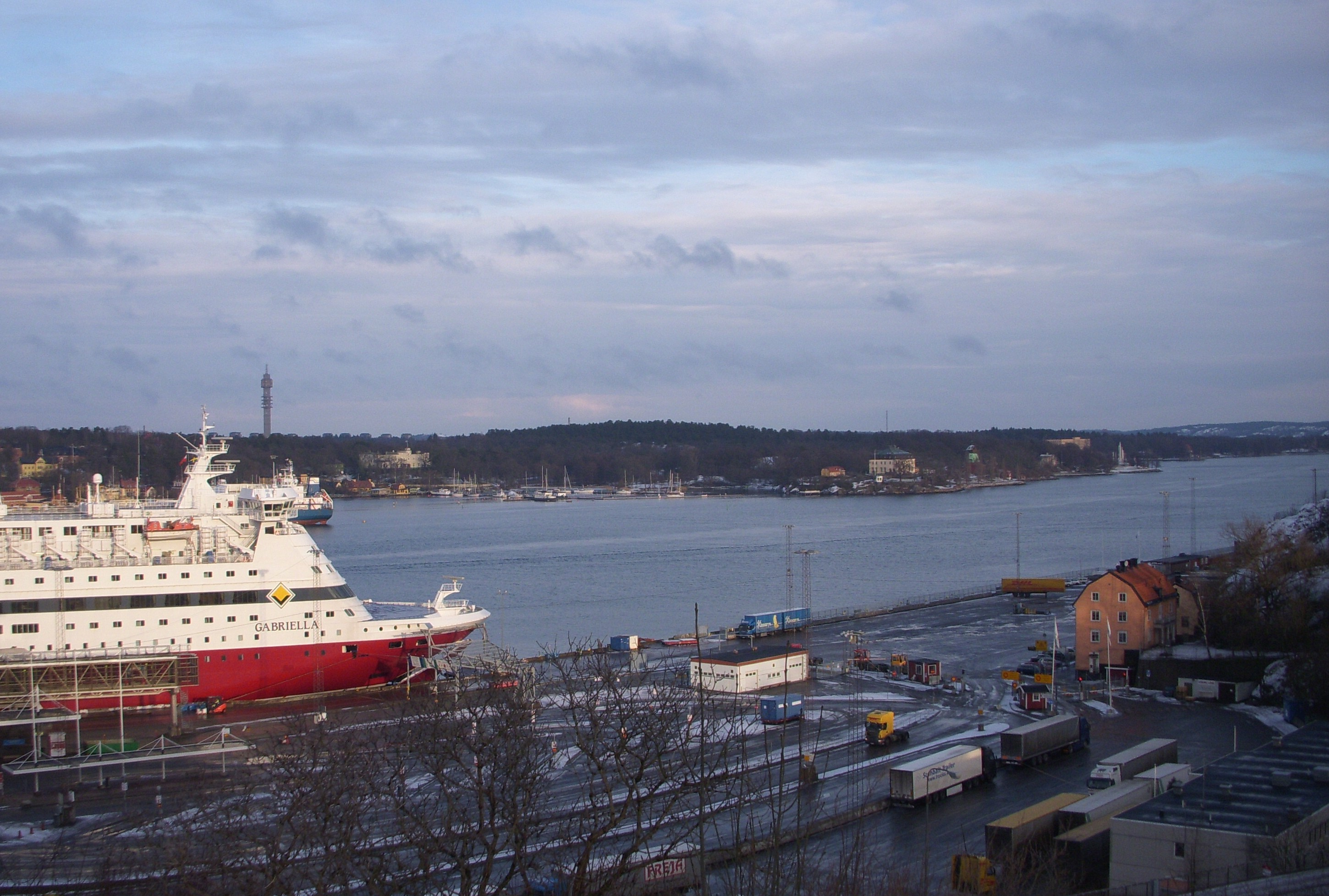
Saltsjön

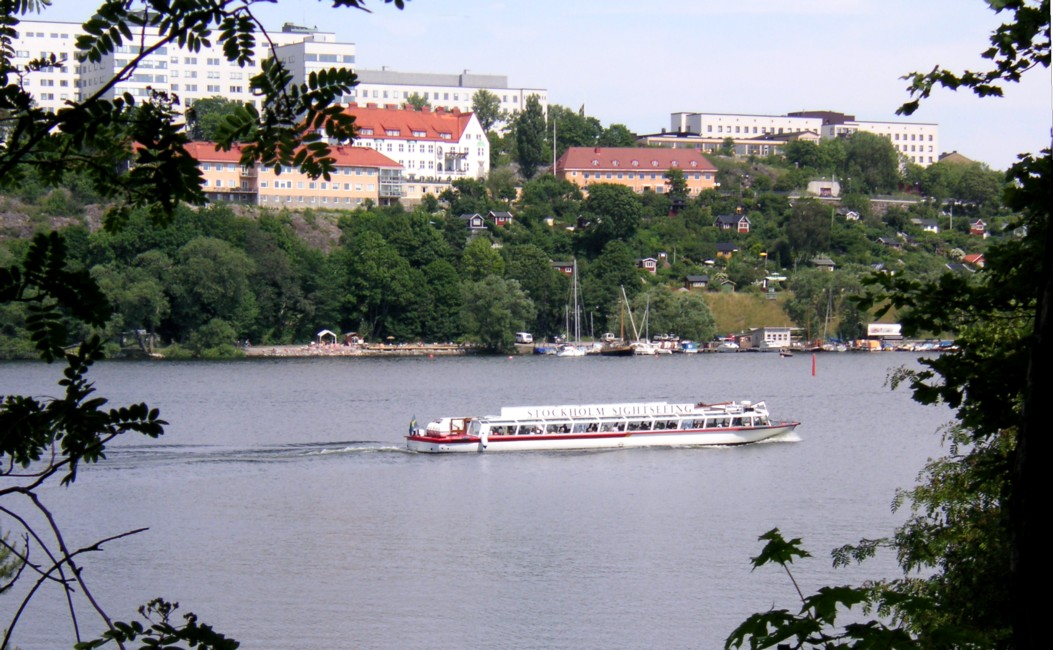
Årstaviken

### Västerort
- Råcksta träsk
- Kyrksjön
- Judarn
- Lillsjön, Bromma

### Djurgården
- Lappkärret
- Spegeldammen
- Laduviken
- Isbladskärret

### Tyresåns sjösystem
- Drevviken
- Flaten
- Gömmaren
- Magelungen
- Orlången
- Trehörningen, Tyresta
- Ådran

### Nacka
- Järlasjön
- Källtorpssjön
- Sicklasjön
- Svindersviken
- Söderbysjön
- Ulvsjön
- Ältasjön

### Övriga sjöar
- Aspen, Botkyrka kommun
- Bornsjön
- Långsjön, Hanveden
- Långsjön, Älvsjö
- Trekanten
- Tullan
- Tullingesjön
- Uttran

### Mälarvikar
- Östra Mälaren
- Ulvsundasjön
- Vinterviken
- Riddarfjärden
- Karlbergskanalen
- Karlbergssjön
- Barnhusviken
- Klara sjö
- Årstaviken

### Saltsjövikar
- Brunnsviken
- Djurgårdsbrunnsviken
- Edsviken
- Hammarby sjö
- Husarviken
- Lilla Värtan
- Ladugårdslandsviken
- Saltsjön
- Svindersviken
- Uggleviken

### Vattendrag
- Bällstaån
- Igelbäcken
- Nacka ström
- Skärholmsbäcken
- Sätraån
- Årstaskogens bäckravin

### Sjöar och vattendrag som försvann
- Fatburen
- Ormträsket
- Träsket
- Lillsjön, Norra Djurgården
- Katthavet
- Rännilen